# Champéry
Ne doit pas être confondu avec Chambéry ou Chamberí.
Champéry est une commune suisse du canton du Valais, située dans le district de Monthey. À une altitude moyenne de 1 050 mètres, elle se situe dans le Val d'Illiez, au pied du massif des dents du Midi.

## Géographie

### Situation

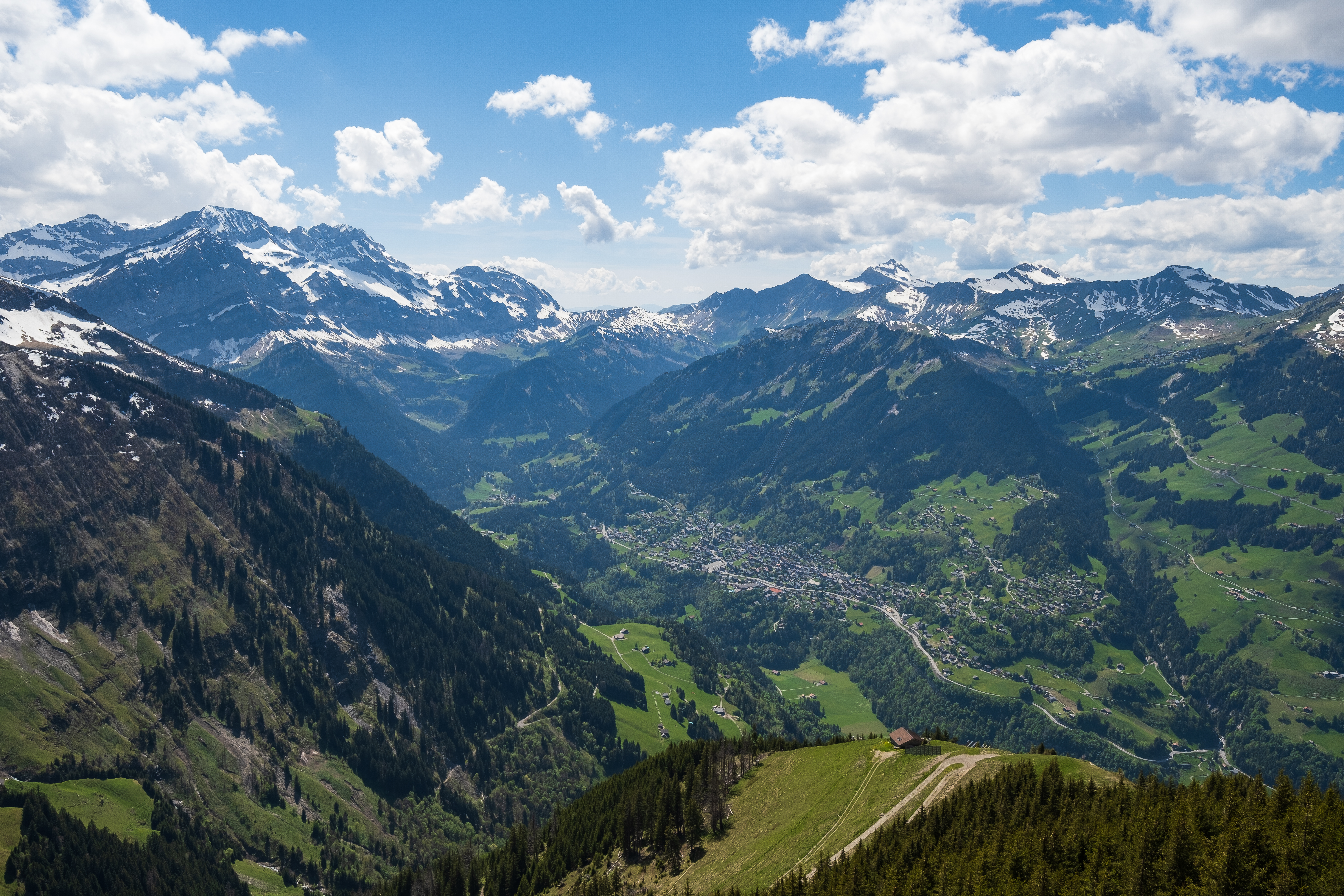
Champéry et son territoire vu depuis le Signal de Soi.

Champéry est situé sur la rive gauche de la Vièze, sur un plateau de flysch nommé plateau de la Fin, à l'ouest des Dents du Midi et à l'est de la pointe de Chésery, à 12 km au sud-ouest de Monthey.
Le territoire de Champéry s'étend sur 38,88 km2. Lors du relevé de 2013-2018, les surfaces d'habitations et d'infrastructures représentaient 4,0 % de sa superficie, les surfaces agricoles 30,8 %, les surfaces boisées 36,3 % et les surfaces improductives 28,9 %.
| Montriond (FR) | Val-d'Illiez                      |              |
| Morzine (FR)   | Champéry                          | Val-d'Illiez |
| Samoëns (FR)   | Sixt-Fer-à-Cheval (FR) / Evionnaz | Evionnaz     |

### Climat
| Mois                              | jan. | fév. | mars | avril | mai  | juin | jui. | août | sep. | oct. | nov. | déc. |
| --------------------------------- | ---- | ---- | ---- | ----- | ---- | ---- | ---- | ---- | ---- | ---- | ---- | ---- |
| Température minimale moyenne (°C) | −6,1 | −4,9 | −2,3 | 1     | 4,9  | 8    | 10   | 9,5  | 7,5  | 3,5  | −0,8 | −4,5 |
| Température moyenne (°C)          | −2,5 | −1,2 | 2,2  | 5,7   | 10   | 13,3 | 15,6 | 14,9 | 12,4 | 7,6  | 2,5  | −1,3 |
| Température maximale moyenne (°C) | 1,1  | 2,6  | 6,7  | 10,5  | 15,1 | 18,7 | 21,2 | 20,3 | 17,3 | 11,8 | 5,9  | 1,9  |
| Précipitations (mm)               | 101  | 95   | 89   | 79    | 96   | 102  | 87   | 103  | 91   | 86   | 100  | 106  |

### Transports
- Sur la ligne ferroviaire AOMC : Aigle - Ollon - Monthey - Champéry
- A9 (Brigue-Lausanne-Vallorbe)  18 (Saint-Triphon) et  19 (Bex)

## Toponymie
Champéry est formé d’un nom de personne latin (campărĭus, le garde-champêtre) et du suffixe toponymique celtique -akos/-acum. Il désigne un domaine rural appartenant à une famille. Selon l'étymologie populaire, il serait composé du mot champ et du nom de personne Péry ou signifierait champ pierreux,.
La première occurrence du toponyme dans un texte, sous la forme de champeirie, date de 1180.
La commune se nomme Tsanpirey en patois valaisan.

## Population

### Gentilé et surnoms
Les habitants de la commune se nomment les Champérolains ou Champérolins (fém. : Champérolindzes).
Ils sont surnommés lou Tsêtrin, tsêtro signifiant le licou en patois valaisan, et les Pipatses, soit les fumeuses de pipes.

### Démographie

#### Évolution de la population
La commune compte 1 399 habitants au 31 décembre 2023 pour une densité de population de 36 hab/km2. Sur la période 2010-2023, sa population a augmenté de 9,6 % (canton : 17,0 % ; Suisse : 9,4 %).  

#### Pyramide des âges
En 2023, le taux de personnes de moins de 30 ans s'élève à 22,4 %, au-dessous de la valeur cantonale (31 %). Le taux de personnes de plus de 60 ans est quant à lui de 39,6 %, alors qu'il est de 27,5 % au niveau cantonal.
La même année, la commune compte 735 hommes pour 664 femmes, soit un taux de 52,5 % d'hommes, supérieur à celui du canton (49,9 %).
| Hommes | Classe d’âge | Femmes |
| ------ | ------------ | ------ |
| 1,1    | 90 ans ou +  | 1,2    |
| 13,7   | 75 à 89 ans  | 15,4   |
| 23,3   | 60 à 74 ans  | 24,5   |
| 20,0   | 45 à 59 ans  | 20,5   |
| 18,2   | 30 à 44 ans  | 17,2   |
| 10,7   | 15 à 29 ans  | 10,2   |
| 12,9   | - de 14 ans  | 11,0   |

| Hommes | Classe d’âge | Femmes |
| ------ | ------------ | ------ |
| 0,6    | 90 ans ou +  | 1,3    |
| 8,0    | 75 à 89 ans  | 10,1   |
| 17,1   | 60 à 74 ans  | 17,9   |
| 21,0   | 45 à 59 ans  | 20,7   |
| 21,3   | 30 à 44 ans  | 20,1   |
| 17,3   | 15 à 29 ans  | 16,0   |
| 14,7   | - de 14 ans  | 14,0   |

## Jumelage
La commune de Champéry est jumelée depuis 2022 avec la ville de Llandudno, au Pays de Galles. Le lien s'est créé autour des championnats de ski alpin du Pays de Galles, qui se déroulent depuis 2007 sur le territoire des Portes du Soleil. Le jumelage concerne surtout une coopération touristique, culturelle et scolaire.

## Tourisme

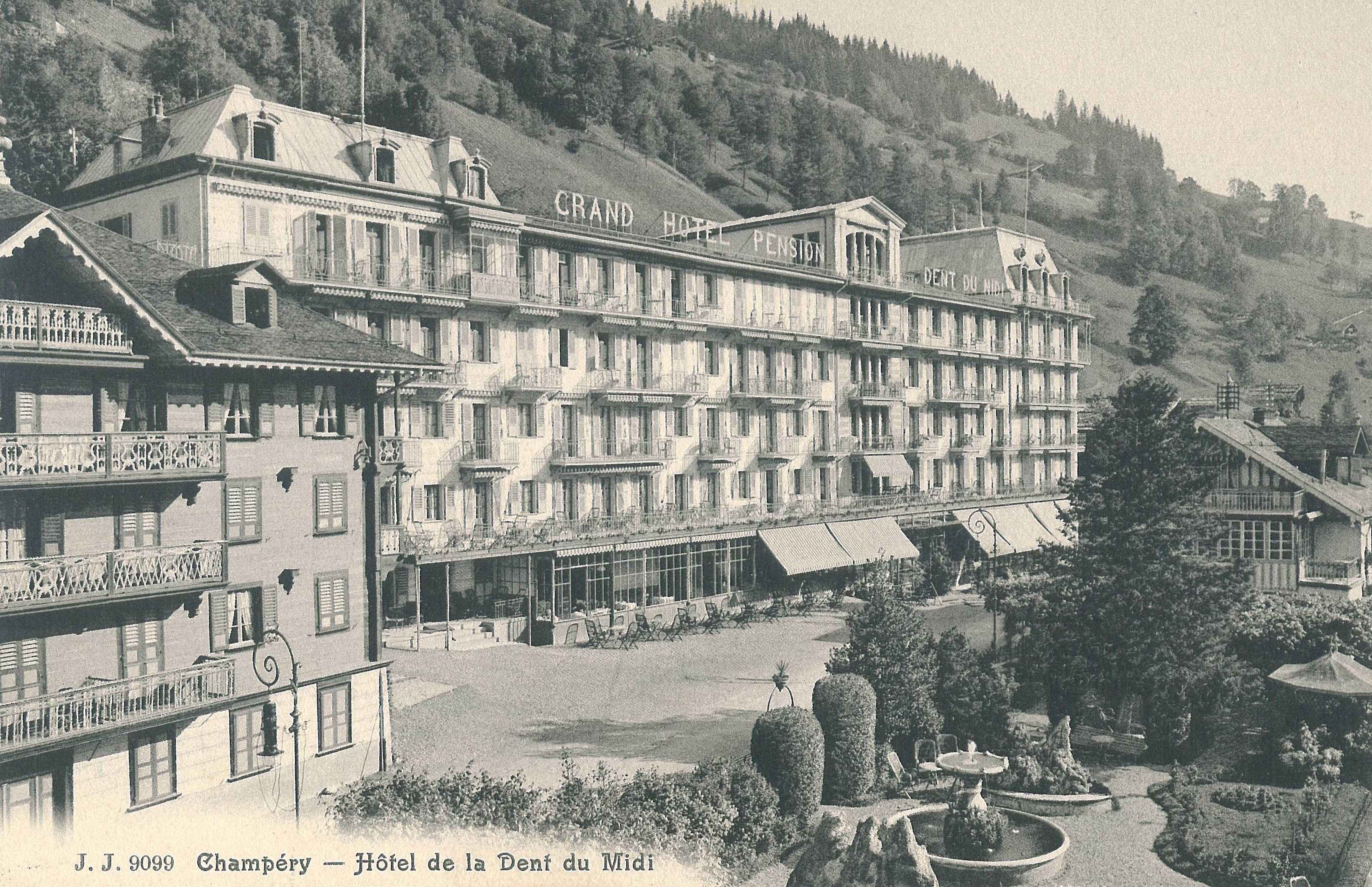
Hôtel de la Dent-du-Midi.

Champéry est un site touristique de Suisse. Tout a débuté avec l’ouverture de l’hôtel de la Dent-du-Midi en 1857. Le tourisme hivernal gagna en notoriété dans la deuxième partie du XXe siècle et Champéry participa en 1969 à la création du domaine des Portes du Soleil. 

### Hiver
Le domaine skiable de Champéry - Les Crosets - possède 50 km de pistes et 17 remontées mécaniques. Il est connecté au domaine international des Portes du Soleil par le téléphérique Champéry-Planachaux et le télésiège 6 places débrayable du Grand-Paradis. Ce téléphérique a un dénivelé de 899 m.

### Activités estivales
24 remontées mécaniques sont en fonction durant l'été. Les randonnées à pied ou en VTT sont donc possibles durant la belle saison. 
Les randonneurs peuvent aussi bénéficier du téléphérique faisant la liaison entre le village de Champéry et la Croix-de-Culet.

## Culture et patrimoine

### Patrimoine bâti
Champéry a conservé le clocher d'une église baroque construite en 1725. Rattachée à la paroisse du Val d'Illiez, les habitants construisent une nouvelle église baroque en 1725, en remplacement de la première chapelle dédiée à Théodore d'Octodure construite en 1436. La particularité de cette église se trouvait dans ce clocher qui se termine non par un toit ni par une flèche, mais par une balustrade sur laquelle s'appuient quatre arcs en pierre évidés à jour, portant un lanterneau à leur point d'intersection et rappelant la forme d'une couronne fermée. Son carillon possède huit cloches, dont quatre datent de 1725, une cinquième de 1842 et les trois dernières de 1996. Ce clocher a été classé au patrimoine suisse en 1974. 
Une nouvelle église construite en 1897 remplaça celle de 1725 mais cette dernière fut démolie en 1966 laissant sa place à l’église actuelle, dédiée également à Saint-Théodule. 

### Événements

#### Sportifs
Champéry a accueilli les 7e championnats d'Europe de curling du 5 au 11 décembre 2010. Chez les femmes, c'est la Suède qui a remporté l'or, tandis que chez les hommes, la Norvège a triomphé. Suissesses et Suisses sont arrivés 3e dans leur catégorie respective.
Champéry a accueilli des compétitions internationales de vélo tout-terrain, en particulier les Championnats du monde de VTT et de trial 2011 ainsi que des manches de coupe du monde de mountain bike.
Deux étapes du critérium du Dauphiné sont arrivées à Champéry. La première fois en 2013 lors de la 1re étape avec la victoire de David Veilleux; la seconde en 2019 lors de l'ultime étape avec le succès de Dylan Van Baarle au sprint devant Jack Haig tandis que Jakob Fuglsang remportait le classement général, profitant de l'abandon d'Adam Yates. En 2019, la montée fut classée en 3e catégorie car précédée de la côte des Rives.
Champéry fut à l'arrivée de la 1re étape du tour de Romandie 2017 à l'issue d'un parcours de 173,3 km depuis Aigle, et la montée finale fut classée en première catégorie. Michael Albasini remportait cette étape.

#### Culturels
Champéry accueille différents festivals tels que les Rencontres musicales de Champéry et le Maxi-Rires festival.

### Héraldique
| Blason | Blasonnement : « Écartelé : aux 1 et 4 d'argent à trois sapins de sinople fûtés au naturel, plantés sur trois coupeaux de sinople ; aux 2 et 3 d'azur à un semeur au naturel répandant des grains d'or sur une terrasse du même. » |

Anciennes armoiries de la commune de Champéry comme présentées dans l’Armorial Valaisan de 1946.

Les armoiries de Champéry datent du XIXe siècle. Comme celles de Val-d'Illiez et Troistorrents, elles comprennent trois arbres. Le semeur représente le personnage de Péry ensemençant son champ.

### Fonds d'archives
- Fonds : Champéry, commune (ca. 1504-2005) [7,60 mètres].  Cote : CH AEV, AC Champéry. Sion : Archives de l'État du Valais (présentation en ligne)..
- Fonds : Champéry, paroisse (16e siècle-1930) [8,41 mètres].  Cote : CH AEV, AP Champéry. Sion : Archives de l'État du Valais (présentation en ligne)..